# Thomas Heidepriem

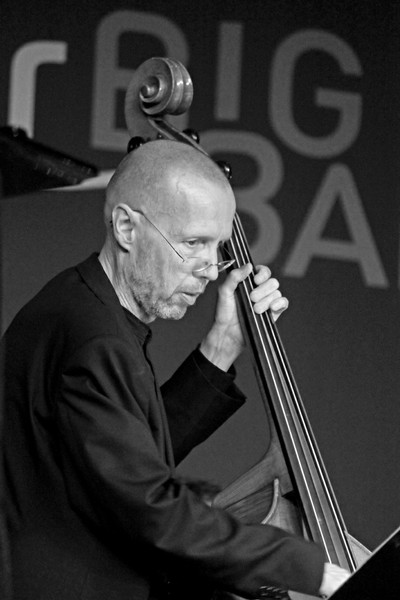
Thomas Heidepriem beim Jazzfestival St. Ingbert 2015

Thomas Heidepriem (* 30. Dezember 1953 in Freiburg im Breisgau) ist ein deutscher Jazzmusiker (Kontrabass, E-Bass).

## Leben und Wirken
Heidepriem ist in einer musikalischen Familie aufgewachsen. Sein Vater Waldi Heidepriem war ein  Modern-Jazz-Pianist aus Freiburg; Thomas Heidepriem wurde seit 1961 klassisch am Klavier ausgebildet. Ab dem 16. Lebensjahr begann  er autodidaktisch E-Bass zu spielen, mit 19 Jahren Kontrabass. Er studierte zunächst an der Pädagogischen Hochschule Freiburg und trat mit lokalen Bands auf. Mitte der 1970er Jahre entschied er sich, professioneller Musiker zu werden und arbeitete in den folgenden Jahren u. a. mit George Gruntz, Franco Ambrosetti, Manfred Schoof, Clark Terry, Christoph Spendel, Carla Bley, Toots Thielemans, Kenny Wheeler, Jiggs Whigham, Ernie Watts, Maria João, Albert Mangelsdorff, Benny Golson, Roy Haynes und Christof Lauer. Er spielte mit Wolfgang Dauner, Tomasz Stańko, Joachim Kühn und Richie Beirach auf Festivals, nahm aber auch mit der Frankfurter Band Voices, mit Ralf Hübner und mit Michael Sagmeister auf. Von 1991 bis 2017 war er Mitglied der hr-Bigband. Vor seinem Wechsel in den Ruhestand fand im Januar 2017 in der Hochschule für Musik und Darstellende Kunst Frankfurt am Main, unter der Leitung von Jim McNeely ein Abschiedskonzert zu seinen Ehren statt.
Heidepriem ist Träger des Jazzpreis Baden-Württemberg 1987. Er war Dozent an der Hochschule für Musik in Stuttgart (seit 1987), seit 1993 auch in Frankfurt.

## Diskographische Hinweise
- Brooklyn Shuffle (1992–93) mit Tony Lakatos, Jim Beard und Terri Lyne Carrington

### Als Sideman
- mit Michael Sagmeister: Waiting for Better Days
- Mit Ralf Hübner: Perlboot
- Mit Christoph Spendel: Limousine
- Mit Friedemann: Aquamarin
- Mit Martin Schrack Quintett: Reflections
- Mit John Schröder: Deep Well
- Mit Südpool: Time Is a Tango
- Mit Infinity feat. Alphonse Mouzon: Now
- Mit Peter Giger: Family Jewels
- Mit Kühn-Heidepriem-Stefanski-Rössler: Coloured
- Mit Hasler-Read-Willers-Schipper-Heidepriem: dAs prOjekt
- Mit Bernd Konrad: Wen die Götter lieben ...
- Mit Klaus Weiland: Listen to the Sky
- Mit Klaus Göbel: Finally Back Home

## Lexigraphische Einträge
- Ian Carr, Digby Fairweather, Brian Priestley: Rough Guide Jazz. Der ultimative Führer zur Jazzmusik. 1700 Künstler und Bands von den Anfängen bis heute. Metzler, Stuttgart/Weimar 1999, ISBN 3-476-01584-X.
- Martin Kunzler: Jazz Lexikon. Reinbek, Rowohlt, 1988.